# Курковщина
Курковщина (бел. Куркаўшчына) — деревня в Мстиславском районе Могилёвской области Белоруссии. Входит в состав Мазоловского сельсовета.

## География
Деревня находится в северо-восточной части Могилёвской области, в пределах Оршанско-Могилёвской равнины, к югу от автодороги Р73, на расстоянии примерно 1 километра (по прямой) к юго-западу от Мстиславля, административного центра района. Абсолютная высота — 193 метра над уровнем моря.

## История
Согласно «Списку населенных мест Могилёвской губернии» 1910 года издания населённый пункт входил в состав Юшковского сельского общества Казимирово-Слободской волости Мстиславского уезда Могилёвской губернии. В деревне имелось 10 дворов и проживало 117 человек (69 мужчин и 48 женщин).

## Население
По данным переписи 2009 года, в деревне проживало 32 человека.